# Louis Viardot
Louis Viardot (Digione, 31 luglio 1800 – Parigi, 5 maggio 1883) è stato un critico letterario, impresario teatrale e traduttore francese, ricordato anche per essere stato il marito del grande mezzosoprano Pauline Viardot.

## Biografia
Nato a Digione, si recò a Parigi nel 1818 per studiare legge. Nel 1823 iniziò a dedicarsi al giornalismo. Nel 1828 entrò nella redazione de Le Globe dove conobbe il pensatore socialista Pierre Leroux il quale, a sua volta, lo presentò a George Sand. I tre fondarono nel 1841 La Revue indépendante. Fu la scrittrice a presentarle nel 1840 il mezzosoprano di origine spagnola Pauline Garcia la quale divenne sua moglie e sarà nota da allora in poi col cognome del marito (Pauline Viardot). Col matrimonio Louis Viardot, che nel 1838 era diventato direttore del Théâtre des Italiens, abbandonò quest'ultimo incarico per evitare un possibile conflitto di interesse con l'attività della moglie.
Nel dicembre 1841 nacque a Parigi la figlia Louise Héritte-Viardot che divenne una musicista.
Appassionato di letteratura e di arte, con una passione per la cultura spagnola, ha tradotto in francese Don Chisciotte della Mancia di Cervantes. Ha contribuito inoltre a rendere popolare in Francia la letteratura russa traducendo fra l'altro (con il prezioso aiuto di Ivan Turgenev) le opere di Gogol e Puškin.

## Opere
- Études sur l'histoire des institutions, de la littérature, du théâtre et des beaux-arts en Espagne, 1835 (Google libri)
- Notices sur les principaux peintres de l'Espagne, 1839 (Google libri)
- Les musèes d'italie, guide et memento de l'artiste et du voyageur: précédé d'une dissertation sur les origines traditionnelles de la peinture moderne, Paris: Paulin, 1842 (Google libri)
- L'ingénieux hidalgo Don Quichotte de la Manche, traduzione da, Miguel Cervantes de Saavedra (Google libri)
- Souvenirs de chasse, I edizione 1846
- Les musèes d'Espagne, d'Angleterre et de Belgique: guide et memento de l'artiste et du voyageur, faisant suite aux Musèes d'Italie, Paris: Paulin, 1843 (Google libri)
- Souvenirs de chasse, II edizione 1853 (Google libri)
- Souvenirs de chasse en Prusse, Allemagne, Angleterre, Écosse et au Mexique (Google libri)
- Histoire des Arabes et des Mores d'Espagne, 1851 (Google libri)
- Les Musées d'Angleterre, de Belgique, de Hollande et de Russie, 1852 (Google libri)
- Les Musées d'Espagne, 1852
- Les merveilles de la peinture, 1868 (Google libri); traduzione italiana: Le meraviglie della pittura antica e italiana, descritte da Luigi Viardot; traduzione libera con note ed aggiunte di L. Chirtani, Milano: Fratelli Treves, 1874; Le meraviglie della pittura straniera, descritte da Luigi Viardot; traduzione libera con note ed aggiunte di L. Chirtani, Milano: Treves, 1875 (Google libri)
- Les merveilles de la sculpture (Google libri); traduzione italiana: Le meraviglie della scultura, descritte da Luigi Viardot; traduzione libera con note ed aggiunte di L. Chirtani, Milano: F.lli Treves, 1874  (Google libri[collegamento interrotto])
- La science et la conscience, 1873
- con André Lefèvre, Le meraviglie delle arti, descritte da Andrea Lefevre e Luigi Viardot; 2 voll. (Vol. I: 1: Architettura e scultura; Vol. II: Scultura); con numerose note ed aggiunte di Luigi Chirtani, Nuova ed. italiana illustrata da 313 incisioni, Milano: Fratelli Treves editori, 1881-1882